# 2013年印度洪水
2013年印度洪水是指在2013年6月時於印度喜馬偕爾邦以及北阿坎德邦（包括有庫曼、加瓦爾與附近的蒂萊）的強烈暴雨所造成的災難性洪水和山崩意外，同時災區還擴展至尼泊爾的多提與胡姆拉縣、以及印度的哈里亞納邦、德里與北方邦等部分地區。截至2013年6月27日時印度官方數據指出已經有超過5,000人死於萬此次洪水中，同時因為橋樑和道路損壞離導致近73,000名朝聖者和遊客被困在不同地方，並且有許多人在洪水過後失蹤。而根據地方政府的統計，截至6月22日時北阿坎德邦表示當地已經有1,000人喪命，並且有60,000多名朝聖者與遊客被迫繼續待在當地，另外喜馬偕爾邦在6月21日所提供的資料表示當地亦有20人死亡。

## 外部連結
- （英文） Floods in Uttarakhand kill dozens, rescue efforts hit
- （英文） Uttarakhand Floods Cloud Burst Update（页面存档备份，存于）
- （印地文） उत्तराखंड में तबाही का मंजर（页面存档备份，存于）